# Спецтяжавтотранс
«Спецтяжавтотра́нс» — первое в СССР специализированное предприятие, которое было создано в 70-е годы XX столетия для перевозки негабаритных тяжеловесных грузов.
Сейчас это российская группа компаний, которая осуществляет полный комплекс логистических и инжиниринговых услуг для нефтяной, газовой, химической, энергетической и других отраслей промышленности. Сокращенное название — ГК «Спецтяжавтотранс».

## История

### Этапы развития
1974 год — создание научно-технической комиссии для подготовки предложений по обеспечению перевозок негабаритного энергетического и промышленного оборудования большой массы;
1976 год — постановление Государственного комитета по науке и технике от 24.11.76 г. «Об обеспечении перевозок крупногабаритного и тяжеловесного энергетического и другого промышленного оборудования и развития связанных с ними научно-исследовательских и проектно-конструкторских работ»;
1978 год  —  постановление  Совета Министров СССР № 262 «О  мерах по улучшению организации перевозок крупногабаритных тяжеловесных грузов» ;
1978 год  — создание специализированного научно-производственного объединения (СНПО) «Спецтяжавтотранс», под руководством генерального директора Павлова Владимира Васильевича;
1978—1988 гг. — создание классификации групп сложности перевозок негабаритных грузов большой массы (НГБМ), методик расчета экономической эффективности перевозок НГБМ; 
1978 год — началась разработка проектов перевозок негабаритных грузов судами Минречфлота
1981 год — соглашение об обеспечении перевозок особо тяжелого и крупногабаритного оборудования для атомной энергетики в международных сообщениях стран членов СЭВ;
1982 год — утверждена «Долговременная комплексная программа развития перевозок НГБМ специализированным автомобильным транспортом на период 1981—2000 гг»;
1982—1983 гг. — научно-транспортная экспедиция по изучению трасс вглубь региона СССР со стороны Каспийского моря;
1985 год — к перевозкам негабаритных тяжеловесных грузов автотранспортом и речным транспортом был подключен морской транспорт;
1986 год — первые перевозки негабаритных грузов с помощью воздушного транспорта (самолеты АН-124 «Руслан»);
1988 год — объём перевозок крупногабаритных тяжеловесных грузов возрос до 1 млн. 250 тыс. тонн. (для сравнения: в 1981 г. он составил 353 тыс. тонн);
1991 год — Совет Министров РСФСР распоряжением от 15 апреля N 10 обязал Минтранс РСФСР осуществить меры, направленные на проведение разгосударствления и приватизации государственной собственности СНПО «Спецтяжавтотранс» и Государственным научно — исследовательским институтом автомобильного транспорта (НИИАТ) и преобразование их в акционерные общества;
1992 год — создание автоматизированной информационно-поисковой системы «ИПС-Проект» для нахождения оптимальных транспортно-технологических решений;
2004 год — «Спецтяжавтортанс» приобрел новых владельцев. Общим собранием акционеров было назначено новое руководство компании;
2006 год — создание Группы Компаний «Спецтяжавтотранс»;
2006 год — создание ООО «Полином» с новым направлением деятельности — проектирование объектов нефтегазового комплекса;
2007 год — создание ООО «ОКБ «Спецтяжпроект»;
2008 год — создание «НефтеГазЭнергоСтрой инжиниринг» (ООО «НГЭС инжиниринг»);
2012 год — ООО «Полином» стал победителем IX Всероссийского конкурса на лучшую проектную, изыскательскую организацию;

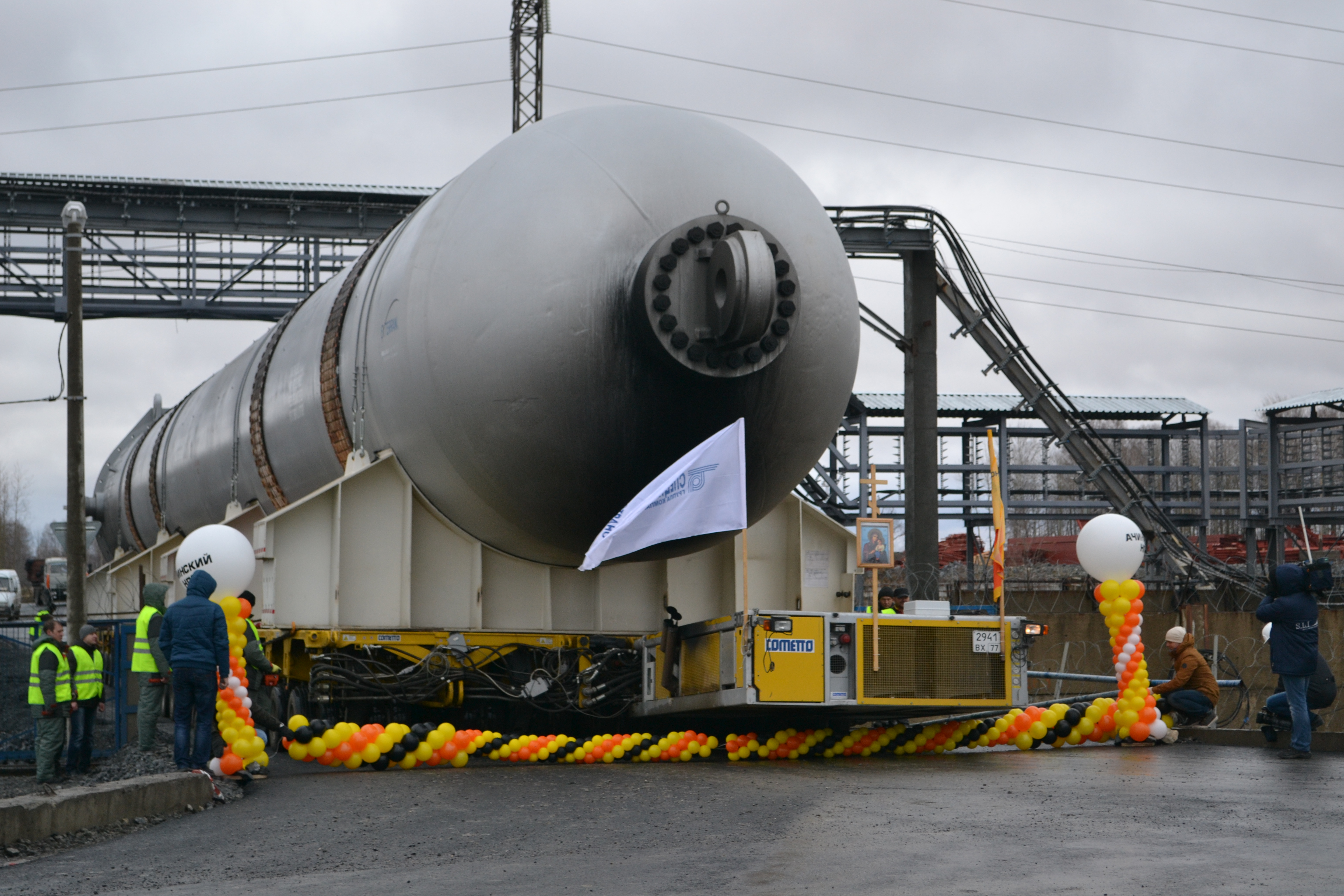
Перевозка реактора гидрокрекинга весом 1306 тонн, 28 октября 2013 года

2013 год - ГК «Спецтяжавтотранс» установила мировой рекорд в категории «автомобильная перевозка самого тяжелого груза на самое большое расстояние» — перевозка реактора гидрокрекинга весом 1306 тонн на расстояние 203 км (от деревни Кубеково Красноярского края до Ачинского НПЗ).;

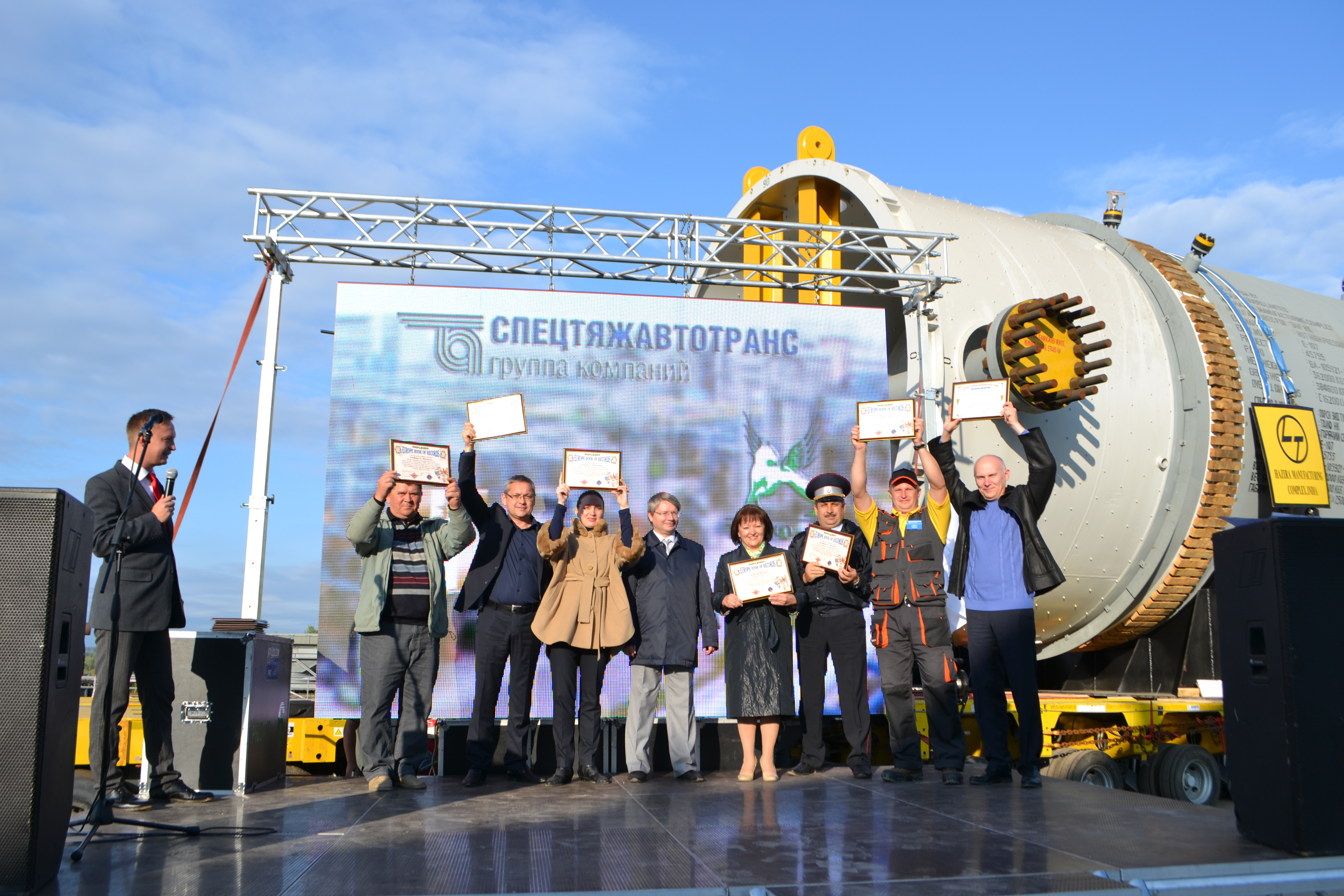
Доставка реактора гидрокрекинга весом 1377,9 тонны в Нижнекамск, 15 сентября 2014

2014 год — ООО «Полином» и ООО ОКБ «Спецтяжпроект» стали обладателями дипломов X Всероссийского конкурса на лучшую проектную, изыскательскую организацию. В 2014 году ГК «Спецтяжавтотранс» установила два рекорда: рекорд России и Европы в категории «Перевозка самого тяжелого объекта речным транспортом» — перевозка реактора гидрокрекинга весом 1377,9 тонны на расстояние 2174 км из Санкт-Петербурга в Нижнекамск и рекорд России: «Перевозка самого тяжелого объекта автомобильным транспортом» — перевозка реактора гидрокрекинга весом 1377,9 тонны на строящийся комплекс глубокой переработки тяжелых остатков ОАО «ТАИФ-НК».

### События
1970-е годы — годы, которые называют эпохой великих строек в СССР. Это время начала строительства десятков крупнейших объектов промышленно-энергетического комплекса Советского Союза: Атоммаш, Курейская, Сайяно-Шушенская, Сахалинская и другие ГЭС, АЭС, нефте — и газопроводы Западной Сибири, первые нефтехимические комбинаты. И каждый из них нуждался в услугах по доставке крупногабаритных тяжеловесных грузов, технологического оборудования большой единичной мощности, которое невозможно было доставлять «россыпью» или частями, с последующим монтажом на месте.
Проблема  была столь ощутима, что для её изучения в 1974 году Советом  министров  СССР была создана Временная научно-техническая комиссия для подготовки предложений по обеспечению перевозок негабаритного энергетического и промышленного оборудования большой массы. Эта комиссия всесторонне исследовала проблемы транспортировки негабаритных грузов большой массы (НГБМ). Предложения комиссии нашли отражение в постановлении Государственного Комитета Совета министров СССР от 24.11.76 г. «Об обеспечении перевозок крупногабаритного и тяжеловесного энергетического и другого промышленного оборудования и развития связанных с ними научно-исследовательских и проектно-конструкторских работ» и «Основных направлениях научно-исследовательских и проектно-конструкторских работ для обеспечения перевозок энергетического и другого промышленного оборудования».
В мае этого  же года  в  Горьком была образована специализированная  автоколонна  для перевозки крупногабаритных тяжеловесных грузов - Горьковское   предприятие по перевозке крупногабаритных тяжеловесных грузов автоколонна «СПЕЦТЯЖАВТОРАНС».
6 апреля  1978  года  было принято постановление  Совета министров СССР № 262: «О мерах по улучшению организации перевозок крупногабаритных тяжеловесных грузов».   Среди ряда мероприятий значилось создание специализированного научно-производственного объединения (СНПО)"Спецтяжавтотранс". С этого момента транспортировка негабаритных грузов в стране вышла на новый уровень и стала активно развиваться. За несколько лет в СССР была создана четкая и эффективная система тяжеловесных перевозок, которая функционировала вплоть до перестроечных времен.
К началу 1990-х «Спецтяжавтотранс» представлял собой уже не автоколонну, а мощное научно-производственное объединение, на долю которого, по некоторым оценкам, приходилось свыше 60 % всех перевозок негабаритных грузов большой массы в стране. В его состав входило пять крупных автотранспортных предприятий в Новгороде, Ленинграде, Москве, Астрахани с филиалами в других городах. Были созданы базовые участки в Сибири, там, где проходили постоянные перевозки, — Сургут, Ноябрьск, Нижневартовск и др..
Главным итогом нескольких лет работы СНПО «Спецтяжавтотранс» стало создание в стране единой системы перевозок негабаритных грузов большой массы, её организационной, нормативно-правовой, технологической основ. Каждый из документов, будь то положение о техническом обслуживании, методики расчетов, инструкции по безопасности, типологические схемы — был результатом тщательного и ответственного изучения практики перевозок, возможностей техники, всесторонней оценки реальных условий работы транспортников. Поиск оптимальных путей и технологий транспортировки грузов, тщательная подготовка проектов и высокий профессионализм исполнителей стали базовым принципом «крупногабаритчиков». Их работа утвердилась как отдельный вид транспортной деятельности, представляющий собой нераздельный комплекс инжиниринговых услуг.
Значительный вклад в развитие перевозок негабаритных грузов внесли  В.В. Павлов, А. М. Левушкин, Л. Я. Бызер, В. С. Молярчук, В. Н. Андросюк, А. Г. Александров, А. С. Диамидов, Н. А. Троицкая, В. А. Александров, В. П. Сафронов, Л. М. Мошек, А. А. Львов, А. Я. Коган, П. А. Шполянский, Р. А. Атанасян и многие другие..
Основы были созданы. Комплексной программой развития негабаритных перевозок до 2000 года были определены перспективы. Предполагалось дальнейшее техническое и организационное развитие системы, с оптимальной дислокацией транспортных организаций в стране, оснащением техникой, научно-исследовательским сопровождением.
К концу 1990-х единая и стройная централизованная система перевозок тяжеловесных негабаритных грузов в стране неотвратимо рассыпалась на части. С 1991 года начали отсоединяться и приобретать самостоятельность филиалы. Из-за хронических неплатежей заказчиков были закрыты производственные участки в Сибири и других регионах. На Нижегородском предприятии сменилось административное руководство, было проведено акционирование. На предприятии все меньше становилось работы, задерживалась зарплата. Активно распродавалась техника, оборудование иногда просто сдавалось в металлолом. Происходящее, все больше напоминало сценарий банкротства, традиционный в те годы на многих промышленных предприятиях России.
Российский рынок тяжелых перевозок интересовал не только отечественных «игроков». В стране стали активно работать зарубежные транспортные и инжиниринговые компании.
Новая постперестроечная история «Спецтяжавтотранса» началась в начале 2000-х, когда после длительного «застоя» в Нижний Новгород пришла молодая и успешная компания дилеров Горьковского автозавода, лидерами которой были Тропин Сергей Львович, Тагиров Казимагомед Тагирович, Меркулов Игорь Викторович. Нижегородский «Спецтяжавтотранс» обрел новых владельцев и новое руководство. Их не пугала конкуренция, они прекрасно ориентировались в условиях рынка, который, в отличие от советской централизованной системы, требовал инициативы, активного поиска заказчиков, более сложных процедур согласований.
Пришло осознание, что для успешной работы необходимо восстановить научные, изыскательские мощности. Делая ставку на профессионалов, собирали в команду лучших специалистов, талантливых инженеров, конструкторов-проектировщиков. Было фактически заново создано ООО "ОКБ «Спецтяжпроект», а в 2008 году — «НефтеГазЭнергоСтрой инжиниринг» (ООО «НГЭС инжиниринг»), в это же время в группу компаний вошло ООО «Полином». Шло формирование новой производственно-научной структуры, которая не только обеспечивала высокое качество инженерного сопровождения перевозок, но и повысила уровень деятельности группы компаний до проектирования объектов химической и нефтехимической промышленности.

### Знаковые проекты
1977 г. — перевозка с Ижорского машзавода на Ново-Воронежскую АЭС корпуса реактора и парогенераторов для энергоблока ВВЭР-1000.
1978 г. — начало перевозок оборудования для «Большой Химии». Доставка двух реакторов для производства полиэтилена английской фирмы «Джон Браун» длиной свыше 18,2 м, диаметром от 4,5 до 7,6 м; весом — 210 тонн каждый для Прикумского завода пластмасс (ныне ООО «Ставролен») в Будённовск.
1979 г. — перевозка статора турбогенератора массой 490 т, изготовленного ЛПЭО «Электросила» для Костромской ГРЭС.
1979 г. — перевозка 9 единиц оборудования для установки производства метанола, максимальный диаметр — 6 м, длина — 33 м, масса до 220 т на Губахинский химический комбинат.
1981 г. — мультимодальная перевозка исследовательского судна «Гидрометеоролог» длинной 26,5 м, шириной 6,5 высотой 7,3 м и массой 110 т для Киргизского управления гидрометеорологии.
1980-е — доставка из Петрозаводска и Дзержинска в Тобольск самых больших в стране аппаратов — девяти ректификационных колонн диаметром до 5,5 м, длиной свыше 90 м, массой до 700 т.
1980-е — доставка парогенератора на Запорожскую АЭС повышенной степени заводской готовности массой 340 т.
1982 год. — морская перевозка железобетонной плавмастерской длиной 67,5 м, шириной 13,52 м, массой 1300 т из Бургаса (Болгария) в Гавану (Куба)
1983 г. — перевозка в смешанном сообщении ректификационной колонны К-5 массой 335,2 т, диаметром 5 м и длиной 62 м, от завода «Дзержинскхиммаш» в город Кириши.
1986 г. — железнодорожно-автомобильно-морская перевозка оборудования (четырех аппаратов аммиачного производства) диаметром до 4 м, массой до 500 т в Болгарии для химкомбината в Димитровграде.
1987 г. — перевозка статора генератора ТВР=120=2 и трансформатора ТДЦ=125000/1100 массой, соответственно, 126 и 114 т в Южно-Сахалинск
2007 г. — перевозка комплекта оборудования для завода полиэтилена ОАО «Нижнекамскнефтехим» (320 мест общим весом свыше 685 т.)
2008 г. — перевозка двух реакторов R-1201 (115 тонн, длиной около 30м) и R-1202 (310 тонн, длиной свыше 38 м) до строительной площадки завода полиолефинов ОАО «Нижнекамскнефтехим»
2009 г. — водно-автомобильная перевозка двух реакторов массой 800 тонн каждый от Ижорских заводов до Лукойл-НОРСИ.
2012 г. — мультимодальная транспортировка нефтехимического оборудования единичной массой до 380 тонн, длиной до 67 м, диаметром до 7,5 м от ЗАО «Энергомаш-Атоммаш» г. Волгодонск — ОАО «ТАНЕКО» г. Нижнекамск.
2010—2013 гг. — перевозка рабочих колес турбин и крупногабаритного оборудования для Саяно-Шушенской ГЭС ОАО «РусГидро».
2011—2014 гг. — выгрузка, перевозка от причала и монтаж 6 реакторов весом до 1300 тонн для Туапсинского НПЗ ОАО «Роснефть».
2013—2014 гг. — перевозка и монтаж 4 реакторов гидрокрекинга весом до 1306 тонн для Ачинского НПЗ ОАО «Роснефть».
В 2013 году группа компаний «Спецтяжавтотранс» стала мировым рекордсменом по "Автомобильной перевозке самого тяжелого груза (реактора гидрокрекинга) на самое дальнее расстояние 203 километра.
2014 г. — проектные работы Комплекса глубокой переработки тяжелых остатков нефти ОАО «ТАИФ-НК»:
-разработка генерального плана КГПТО;
-рабочая документация на строительство установок VCC (с участием в проекте фирмы Toyo Engineering) и производства серы (с участием в проекте фирмы KNM Group Bergad), зданий операторной и центральной контроллерной; 
-авторский надзор за строительством.
2014 г. — перевозка 15 единиц оборудования для строящегося комплекса глубокой переработки тяжелых остатков ОАО «ТАИФ-НК».
2014 г. — монтаж 6 ректоров на Туапсинском НПЗ ОАО «Роснефть» .
2014 г. — доставка 3 колонн длиной до 59 метров для строящегося Комплекса производства высокооктановых компонентов бензина ООО «КИНЕФ» ОАО «Сургутнефтегаз».
2014 г. — перевозка и монтаж реактора и сепаратора для Сызранского НПЗ ОАО «Роснефть».
2015 г. — доставка вакуумной нефтеперегонной колонны для Афипского НПЗ.
2015 г. — доставка корпуса реактора первого энергоблока Белорусской АЭС.
2016 г. — начало работы в области кораблестроения. Впервые ГК «Спецтяжавтотранс осуществила работы по установке и сборке крупногабаритного тяжеловесного оборудования на строящемся атомном ледоколе «Арктика» ООО «Балтийский завод — Судостроение».
2017 г. — начало работ по строительству флота для работ по доставке комплекта негабаритного тяжеловесного оборудования на Амурский ГПЗ совместно с командой партнеров Linde AG.
2018—2022 гг. - доставка оборудования для Амурского ГПЗ по контракту с Linde AG, совместно с компанией Combi Lift GmbH.
2020 г - Транспортировка корпуса реактора (330 т, высота – 13 м, диаметр – 4,5 м) и 5 парогенераторов (длина – 15 метров, диаметр – более 4,5 м, общий вес – 1775 т) от производственного цеха филиала АО «АЭМ-технологии» «Атоммаш» до специализированного причала в Волгодонске..
2020 г. - Транспортировка трех колонн абсорбции и двух реакторов окисления аммиака общим весом 440 тонн..
2020 г. - доставка 2 комплектов мостовых кранов на стройплощадку Курской АЭС-2. Всего доставлено 66 грузов, среди которых 4 негабарита — это балки мостовых кранов. Оборудование предназначено для машинного зала Курской АЭС-2. Общий вес балочных конструкций – 368,6 тонн.
2020 г. - транспортировка фракционирующей колонны весом 237 тонн (48,5 х 7,4 х 6,2 м) и 4 камер коксования весом 254 тонны (32,6 х 8,8 х 8,6 м) для ООО «Навиния Рус»
2020 г. - доставка 100 автомобилей с оборудованием общим весом в 940 тонн на Южно-Русское месторождение для ОАО «Севернефтегазпром». Расстояние перевозки составило примерно 3 600 км.
2020 г. - транспортировка деизобутанизатора из КСЦ-6 ОАО «Волгограднефтемаш» в Волгограде до причала УТКО ОАО «Волгограднефтемаш».
2021 г. - доставка в Усть-Лугу 6 автомобилей с оборудованием для ПАО «Новатэк»
2021 г. - доставка и разгрузка на временном причальном сооружении 630 тонн оборудования для «Щекиноазота». Среди грузов колонна для синтеза аммиака и реактор бассейного типа.
2021 г. - доставка корпуса реактора и 4 парогенератора от производственного цеха филиала АО «АЭМ-технологии» «Атоммаш» до специализированного причала в Волгодонске. Оборудование предназначено для АЭС «Руппур» в Республике Бангладеш. Размеры негабаритного оборудования: корпус реактора ВВЭР-1200: вес — более 347 т, длина – 1145 см, ширина – 570 см, высота – 535 см; парогенератор: вес – более 333 тонн, длина – 1412 см, ширина – 570 см, высота – 526 см;
2021 г. - доставка крана Liebherr LR11350 для Курской АЭС-2. Общий вес груза – 1755 тонн. Кран везли разобранным на 136 позиций. Самая тяжелая единица — гусеница крана с ведущими шестернями массой 39500 кг. Самая длинная – секция стрелы крана, длина которой составила 12 метров.
2021 г. - доставка 300-тонного гребной электродвигатель от завода «Русэлпром» до места хранения на «Кронштадтском Морском заводе».
2022 г. – доставка 2 парогенераторов и 2 сепараторов на промплощадку Курской АЭС-2. Габариты грузов: пароперегреватель – габариты: 13,3 х 5 х 5,4 м; Вес: 180 т; 2 единицы; сепаратор – габариты: 7,6 х 5,1 х 5,55 м; Вес: 80 т; 2 единицы.
2022 г. – погрузка двух 300-тонных гребных электродвигателей на ледокол «Якутия».